# Artak Grigorjan
Artak Grigorjan (armenisch Արտակ Գրիգորյան, * 2. Januar 1945 in Jerewan) ist ein armenisch-österreichischer Theaterregisseur und Pädagoge für Schauspielkunst. Er ist Mitglied des Österreichischen PEN-Clubs.

## Leben
Artak Grigorjan wurde am 2. Januar 1945 in Jerewan/Armenien, damals UdSSR, geboren.
Nach einem Elektromaschinenbau-Studium in Jerewan folgten ein Theaterregie-Studium nach der Methode und Lehre von Konstantin S. Stanislawski in Sankt Petersburg, sowie später zahlreiche Regie- und Schauspieltätigkeiten sowohl im Theater wie auch im Fernsehen der damaligen UdSSR. Artak Grigorjan war zunächst Dozent an der Staatlichen Kunstakademie Armeniens.
Für die beste Regiearbeit des Jahres, den antifaschistischen Fernsehfilm „Briefe, die nie geschrieben wurden“ nach Max Burghardt, wurde ihm 1977 der 1. Preis der Kunstverbände verliehen.
Seine letzte Arbeit, das antistalinistische Fernsehspiel „Der kleine Drehorgelspieler“ von Lew Ustinow, wurde von der Zensur mit einem Ausstrahlungsverbot belegt.
Im Dezember 1979 erfolgte die Aberkennung der Staatsbürgerschaft der UdSSR und Emigration mit der Familie nach West-Berlin. 1988 nahm Artak Grigorjan die deutsche Staatsbürgerschaft an.
In Deutschland war er weiterhin am Theater tätig, als freier Regisseur, als Regisseur und Dozent für Schauspielkunst an der Theaterschule/Schaubühne Köln. Weiters engagierte sich Grigorjan als Gründungsmitglied und Dozent für Schauspielkunst an der „Neuen Tanz- und Theaterschule Düsseldorf“ in Zusammenarbeit mit dem Düsseldorfer  Schauspielhaus und als Gastprofessor am Max Reinhardt Seminar in Wien.
Schließlich wurde er 1990 zum Ordentlichen Universitätsprofessor für Ensemblearbeit und Rollengestaltung an der Universität für Musik und darstellende Kunst Wien – Max Reinhardt Seminar – berufen. Er ist seit 2013 emeritiert.
Mit der Berufung wurde ihm die österreichische Staatsbürgerschaft verliehen.
Als Mitglied des Vorstands des Internationalen Theaterinstituts der UNESCO – Centrum Österreich, im Auftrag dessen und unter der Mitwirkung des Max Reinhardt Seminars, organisierte Grigorjan auf der Basis des Essays „Katharsis: ein Manifest für das Theater?“ die Symposien „Quo vadis, Theater?“
Auszüge aus „Katharsis: ein Manifest für das Theater?“ sind als Leitartikel im „Magazin des Wiener Burgtheaters“ Vorspiel Nr. 30/2005 erschienen.
Ein interdisziplinäres Forschungsprojekt der Universität Innsbruck zur Erforschung des „Impliziten Wissens in der Schauspielkunde“ im Max Reinhard Seminar anhand des Unterrichts von Artak Grigorjan hat der Österreichische Wissenschaftsfonds 2006–2009 unterstützt. Die Forschungsergebnisse sind als Buch unter dem Titel „Augenblicke. Berufswissen des Schauspielers“ im Jahr 2011 im Alexander Verlag Berlin erschienen. Eine ausführliche Besprechung von Maria Deppermann erschien in den „Mitteilungen aus dem Brenner-Archiv“ unter der Nummer 31/2012.
Artak Grigorjan ist immer wieder international als Theaterregisseur tätig, leitet internationale Meisterklassen für Theater und macht Supervision und Coaching für Dialogführung, Situationsanalyse, Vortrags- und Textgestaltung.
Artak Grigorjan ist verheiratet, hat einen Sohn und lebt in Wien.

## Forschung
- Die Recherche der Voraussetzungen für die Entstehung und Entwicklung eines Theater-Ensembles.
- Das Erforschen der Erfordernisse für die Entfaltung, Entwicklung und Bildung der schauspielerischen Persönlichkeit.

## Schriften
- mit Allan Janik und Karin Gasser: Augenblicke. Berufswissen des Schauspielers. Alexander Verlag, Berlin/Köln 2011, ISBN 978-3-89581-256-9.
- mit Allan Janik: Katharsis: ein Manifest für das Theater? In: Mitteilungen aus dem Brenner-Archiv Nr. 22/2003, Forschungsinstitut Brenner-Archiv, Universität Innsbruck, ISSN 1027-5649

- Der Denunziant seiner selbst – ein Theaterstück nach dem Roman Aufzeichnungen aus dem Kellerloch von Fjodor M. Dostojewski., Kaiser Verlag Wien, im TTX seit 16. September 2015.

- Schönheit – Ausschweifungen eines Indiskreten, Korrektur Verlag, Munderfing 2021, ISBN 978-3-9519832-6-4.

- Begegnungen – 16 Gedichte von Artak Grigorjan; 16 Bilder von Herbert Landertinger; Vorwort von Karl-Markus Gauß, INNSALZ Verlag, September 2022; ISBN 978-3-903321-85-4